# Tourrettes, Var
Tourrettes este o comună în departamentul Var din sud-estul Franței. În 2009 avea o populație de 2.697 de locuitori.

## Evoluția populației
| An        | 1975 | 1982  | 1990  | 1999  | 2006  | 2009  |
| --------- | ---- | ----- | ----- | ----- | ----- | ----- |
| Populație | 897  | 1.067 | 1.375 | 2.180 | 2.551 | 2.697 |